# Françoise Barré-Sinoussiová
Françoise Barré-Sinoussiová (nepřechýleně: Barré-Sinoussi, *  30. července 1947 Paříž) je francouzská viroložka, která se spolu s Lucem Montagnierem podílela na objevu viru HIV v bílých krvinkách pacientů se zvětšenými lymfatickými uzlinami v počátečních stádiích AIDS a v krvi pacientů v pokročilém stádiu tohoto onemocnění. V roce 2008 získali Nobelovu cenu za  fyziologii a medicínu právě za tento výzkum. 
Pracovala jako ředitelka oddělení regulace infekcí způsobených retroviry (Unité de Régulation des Infections Rétrovirales) a profesorka na Pasteurově institutu v Paříži.
Je autorkou nebo spoluautorkou více než 240 vědeckých publikací, zúčastnila se více než 250 mezinárodních konferencí a vyškolila mnoho mladých výzkumných pracovníků.

## Mládí
Barré-Sinoussiová se narodila 30. července 1947 v Paříži a již od mládí se zajímala o vědu, chtěla jít na vysokou školu a stát se výzkumnou pracovnicí. To se jí podařilo a po dvou letech studia na univerzitě byla přijata do Pasteurova institutu na částečný úvazek. Osvědčila se a začala tam pracovat na plný úvazek.
Na univerzitu chodila pouze skládat zkoušky. Spoléhala se na poznámky svých kamarádů, a přesto dosahovala lepších výsledků než oni. Měla motivaci ve své práci a věděla, že chce dělat vědu. V roce 1974 získala doktorát, krátce pracovala v americkém Národním institutu zdraví a pak se vrátila do Pasteurova institutu do oddělení Luca Montagniera.

## Kariéra
- Na počátku roku 1970 během studií nastoupila do Pasteurova institutu v Paříži.
- V letech 1981–1984 začala epidemie AIDS a po celém světě se vědci snažili najít její příčinu. V Pasteurově institutu se chorobě začala věnovat Montagnierova skupina, jejíž součástí byla také Barré-Sinoussiová.

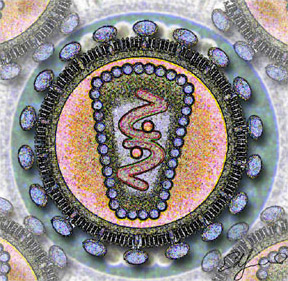
Stylizovaná podoba retroviru HIV

- Stylizovaná podoba retroviru HIVVe spolupráci s Lucem Montagnierem, Jean-Claude Chermannem a dalšími kolegy izolovali a vypěstovali retrovirus z biopsie zduřelé lymfatické uzliny pacienta ohroženého AIDS. Označili ho HIV-1 a zjistili, že je to enzym podílející se na hydrolýze peptidových vazeb v retrovirech a že je nezbytný pro životní cyklus HIV, tedy retroviru způsobujícího AIDS. Tento objev umožnil vývoj diagnostických testů při kontrole šíření viru a zachránil mnoho životů.
- V roce 1988 založila vlastní laboratoř v Pasteurově institutu. Zabývala se studiem různých aspektů adaptivní imunitní odpovědi na virovou infekci, rolí vrozené imunitní obrany hostitele při kontrole HIV/AIDS, faktory podílejícími se na přenosu HIV z matky na dítě. Také elitními supresory nebo kontrolory, tedy charakteristikami, které umožňují některým HIV pozitivním jedincům omezit replikaci HIV bez antiretrovirálních léků.
- Pracovala na vytváření trvalých vazeb mezi základním výzkumem a klinickým výzkumem s cílem dosáhnout konkrétních zlepšení v oblasti prevence, klinické péče a léčby.

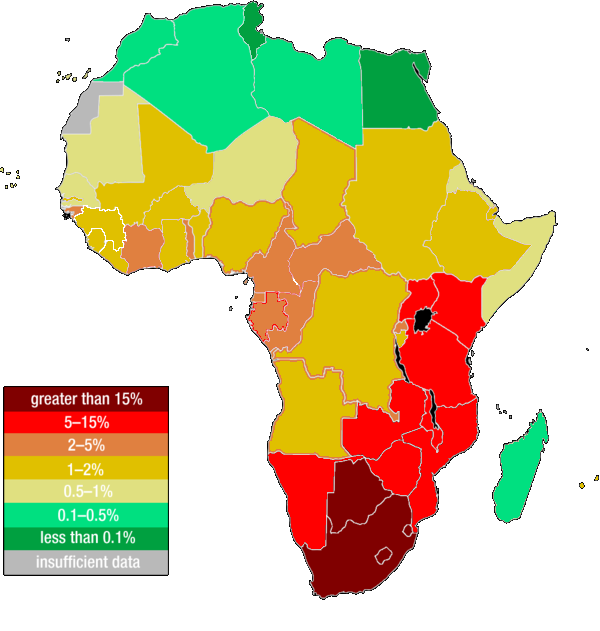
Mapa rozšíření epidemie HIV v Africe

- Mapa rozšíření epidemie HIV v AfriceV roce 1980 zahájila spolupráci s rozvojovými zeměmi zvláště napadenými epidemií AIDS a řídila multidisciplinární sítě. Její zkušenosti s prací v rozvojových zemích se Světovou zdravotnickou organizací (OSN) ji motivovaly k tomu, aby pokračovala ve vědecké spolupráci s různými zeměmi v Africe a Asii. Tato spolupráce podpořila mnoho výměn a workshopů mezi mladými vědci ze zemí s omezenými zdroji a výzkumnými pracovníky v Paříži.
- V roce 1992 byla jmenována vedoucí oddělení Biologie retrovirů na Pasteurově institutu. V roce 2005 bylo toto oddělení přejmenováno na Oddělení regulace retrovirových infekcí. V současné době oddělení pracuje na výzkumu vakcín proti HIV a imunoterapii.
- V roce 2006 byla zvolena do řídící rady Mezinárodní společnosti pro AIDS (IAS) a v letech 2012 až 2016 působila jako prezidentka IAS. Jejím cílem je hledání léčebné strategie HIV, neboť to má podle ní prvořadý význam a prioritou pro výzkumu HIV.
- V roce 2009 napsala otevřený dopis papeži Benediktu XVI. na protest proti jeho prohlášením, že kondomy jsou v krizi AIDS neúčinné.
- V roce 2012 se stala prezidentem Mezinárodní společnosti pro boj proti AIDS.
- V roce 2015 odešla z aktivního výzkumu.
- Aktivně dál přispívala do organizací bojujících proti AIDS, jako je Národní agentura pro výzkum AIDS ve Francii. Byla konzultantkou WHO a UNAIDS-HIV.
- V červenci 2017 pracovala v poradním výboru pro konferenci 9th IAS Conference on HIV Science.
- V roce 2017 odešla do důchodu.

## Objev HIV

Struktura retroviru HIV. Částice HIV sestávají ze dvou molekul RNA, enzymu reverzní transkriptázy (zodpovídá za přepis RNA do DNA), enzymu integrázy (zodpovídá za začlenění nově vzniklé DNA do DNA hostitelské buňky), kapsidy a membrány z dříve infikované buňky obohacené o glykoproteiny gp120 a gp41, sloužící k identifikaci vhodné buňky a usnadnění průniku do ní.

- Struktura retroviru HIV. Částice HIV sestávají ze dvou molekul RNA, enzymu reverzní transkriptázy (zodpovídá za přepis RNA do DNA), enzymu integrázy (zodpovídá za začlenění nově vzniklé DNA do DNA hostitelské buňky), kapsidy a membrány z dříve infikované buňky obohacené o glykoproteiny gp120 a gp41, sloužící k identifikaci vhodné buňky a usnadnění průniku do ní.Již v roce 1970 existovaly ve Spojených státech velké programy zabývající se vztahem mezi retroviry a rakovinou. Také ve Francii se vědci zabývali tímto vztahem. Barré-Sinoussiová tehdy zkoumala souvislost mezi retroviry a leukémií u myší. Poté co se v letech 1981-1984 objevila nová nemoc (dosud nepojmenovaná AIDS), vědci se začali zabývat otázkou, zda původcem této nové nemoci nemůže být právě retrovirus.
- Skupina vedená Lucem Montagnierem, jejíž součástí byla, začala intenzivně pracovat na odhalení příčiny této nemoci. V roce 1980 detekovala aktivity reverzní transkriptázy. Pokud byla zaznamenána jejich aktivita, znamenalo to přítomnost retroviru.
- Vzhledem k obtížím s izolací infikované buňky od pacienta s pozdní progresí onemocnění se Barré-Sinoussiová a její kolegové rozhodli použít biopsii lymfatických uzlin od pacienta s generalizovanou lymfadenopatií (příznak v časných stádiích onemocnění). Objevili virus spojený s lymfadenopatií a pojmenovali jej LAV. Později byl přejmenován na HIV (Human Immunodeficiency Virus, česky virus lidské imunitní nedostatečnosti).

Animace napadení buněk lymfocytů virem HIV

- Animace napadení buněk lymfocytů virem HIVV roce 1982 rozsáhlý výzkum a klinická pozorování potvrdila, že nemoc napadá imunitní buňky kvůli významnému vyčerpání buněk CD4, což je typ T-lymfocytů odpovídajících za řízení imunitní odpovědi. Retrovirus se dostane do jejich jádra, namnoží se a infikuje další buňky.
- V roce 1983 začalo být jasné, že HIV není jen nemocí 4H (homosexuálové, hemofilici, Haiťané a závislí na heroinu). Je přenosný krví a sexuálním stykem, napadá proto i heterosexuály.

## Ocenění
- Sovacova cena
- Körberova cena za podporu evropské vědy
- Cena Francouzské akademie věd (Académie des sciences)
- Mezinárodní cena krále Faisala
- Cena Mezinárodní společnosti pro AIDS
- V roce 2006 byla jmenována důstojníkem Národního řádu čestné legie (Ordre national de la Légion d'honneur) a v roce 2009 byl povýšen na komandéra. V roce 2013 byla povýšena do hodnosti velkodůstojníka.
- V roce 2008 získala Nobelovu cenu za fyziologii a medicínu společně s Lucem Montagnierem za jejich objev HIV.
- V roce 2009 obdržela čestný doktorát věd na Tulane University
- V roce 2014 obdržela čestný doktorát medicíny na University of New South Wales.
- V roce 2014 získala doktorát honoris causa na École polytechnique fédérale de Lausanne.